# 地頭クイズ ソクラテスの人事
『地頭クイズ ソクラテスの人事』（じあたまクイズ ソクラテスのじんじ）とは、2009年4月2日から同年9月17日までNHK総合テレビで放送されたクイズ番組形式のバラエティ番組。放送時間は毎週木曜 22:00 - 22:43 (JST) 、最終回では22:00 - 23:13まで放送。

## 概要
『NHK番組たまご』という試作品番組を放送する企画の1つとして2008年9月13日深夜に放送され、2009年4月2日から定時放送に昇格した。
毎回、企業の入社試験において実際に出題される問題の中から、単に正解を求めるだけでなく、正解へ導くための受験者の応用・推理を試す「地頭力」の問題を集め、それらに各界を代表する著名人たちが挑戦するというものである。企業の人事担当者が出演し、解答者たちの中から誰を採用したいかを判定していた。
入社試験に取り上げられた企業は、ジャパネットたかた、東急電鉄、モスフードサービスのほか後述するノバレーゼなど。特にジャパネットたかたは、放送当時社長を務めていた髙田明が出演した。
番組は、定時放送に昇格してからは、予定通り半年で終了したが続編は、単発を含め制作されなかった。なお、第1回と最終回が横浜市にある放送ライブラリーで視聴出来る。
入社試験の問題を出題するクイズ番組は、NHKでは初めてだったが2004年には、「8時です！みんなのモンダイ」(TBS）でも行われた。
また、2009年9月には、この番組で出題された問題を取り上げた本が祥伝社より発行された。

## 出演者
- 司会
  - 南原清隆（ウッチャンナンチャン）
  - ほしのあき
  - 高田純次
- リポーター
  - 神田愛花（当時NHKアナウンサー） - 解答者としても出演。
- ナレーター
  - 田子千尋
- 主な解答者たち8組

## 備考
- 2009年4月16日には、同じく南原が司会を務めるTBSの『ザ・イロモネア』が3時間スペシャルで22時台までの放送だったために休止となった。
- 2009年9月の放送で、ウェディング関連を手掛ける株式会社ノバレーゼの人事担当者として渡瀬恒彦の娘が出演した。